# 154. Reserve-Division (Wehrmacht)
Die 154. Reserve-Division war eine deutsche Infanteriedivision im Zweiten Weltkrieg. Die Division wurde am 15. September 1942 aufgestellt und in der Stadt Landshut im südlichen Generalgouvernement Polen stationiert. Im Spätsommer 1944 wurde die Division in der Ukraine eingesetzt und bei schweren Kämpfen stark dezimiert. Daraufhin wurde die Division am  1. Oktober 1944 aufgefrischt, neugegliedert und zur 154. Feldausbildungs-Division umbenannt. 